# Báng
Cây báng (các tên gọi khác: đác, đoát, co pảng, quang lang, bụng báng, búng báng, báng búng, Cây Tà vạt, Cây rượu trời, Cây dừa núi), danh pháp khoa học Arenga pinnata, là giống cây lâu năm thuộc họ Cau, có nguồn gốc khu vực nhiệt đới châu Á, từ đông Ấn Độ về phía đông tới Malaysia, Indonesia, và Philippines. Ở Việt Nam, cây báng mọc nhiều ở chân núi ẩm (Cao Bằng, Lạng Sơn), chân núi đá vôi, trong rừng thứ sinh.

## Mô tả

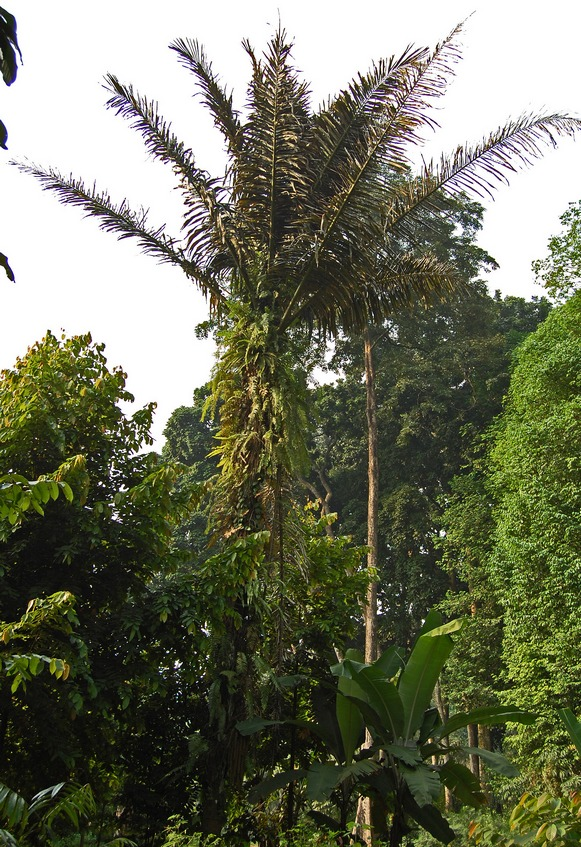
Cây báng

Ở tuổi trưởng thành cây có đường kính khoảng 40–50 cm (gốc và ngọn tương đương) và cao chừng 8-20 mét. Lá xẻ lông chim to trông như lá dừa, mặt dưới màu trắng, dài 6-12 mét và rộng khoảng 1,5 mét, với các lá chét mọc thành 1–6 hàng, dài 40–70 cm và rộng 5 cm. Cuống và bẹ lá có nhiều sợi dài có thể bện thừng. Bông mo phân nhánh nhiều, cong. Hoa đực có 70-80 nhị, hoa cái có ba lá đài còn lại trên quả. Cuống hoa chứa nhiều nước ngọt, có thể nấu thành đường hoặc cho lên men rượu. Quả hình gần cầu, đường kính 7 cm, vỏ màu xanh chuyển thành đen khi chín. Lõi thân chứa nhiều tinh bột, ăn được. Thân đục ra làm máng nước. Ruột cây báng đặc, có cấu trúc sợi trải thưa dọc theo chiều thân cây, là chất liệu màu trắng, mềm.

## Sử dụng
Bột trong lõi cây có thể dùng làm lương thực. Cho đến giữa thế kỉ 20, người Rục ở miền tây Quảng Bình còn lấy bột báng làm lương thực chính.
Hiện nay ở Trung Quốc họ sử dụng bột báng rất nhiều để làm đồ uống mát bổ có lợi cho sức khỏe, bột báng còn là chất phụ gia không thể thiếu trong ẩm thực và làm bánh kẹo.
Lõi của trái trên cây là hạt đác, rất được ưa chuộng ở Indonesia (được gọi là kolang-kaling or buah tap) hay Philippines (được gọi là kaong). Ở Việt Nam, loại hạt này là đặc sản của vùng Nam Trung Bộ như những tỉnh Phú Yên, Khánh Hòa.
Nhiều người trồng báng làm cảnh vì có dáng đẹp.

### Rượu báng
Dân miền núi thường lấy ruột cây để ủ men nấu rượu. Được nấu từ ruột cây báng sau khi đã ủ men rượu. Rượu báng là đặc sản của dân miền núi đá cao.
Hiện nay ở một số xã của tỉnh Cao Bằng người dân vẫn làm rượu từ cây báng, nhưng phải mất khá nhiều thời gian để ủ và lên men (4 tháng) mới có thể cất rượu được

## Lưu ý
Từ bột báng ngoài nghĩa là bột lấy từ thân cây báng còn là tên gọi của loại bột làm từ củ của cây sắn.
Ngoài ra từ Báng (Báng Cổ trướng) còn dùng để chỉ một tình trạng tích tụ dịch bệnh lý trong khoang phúc mạc 